# びっくり病
びっくり病（びっくりびょう、英語: Startle disease）は、不意をつく音や接触などにより筋痙攣・硬直が誘発される非常に稀な病気であり、主に遺伝性とされる。別名：過剰驚愕症（英語: Hyperekplexia）、過度驚愕（英語: Exaggerated startle）、先天性スティッフマン症候群（英語: Congenital stiff-man syndrome）、乳児硬直症候群（英語: Stiff baby Syndrome）。

## 症状
突然、大声で呼ばれたり、不意に背中を突かれるなどの聴覚性、触覚性刺激により、過剰な驚愕反射を生じる。その結果、筋硬直や筋痙攣、ミオクローヌスを生じ、転倒や呼吸困難などの反応を呈する。乳児の誕生直後から見られる全身性硬直は触ると増強し、睡眠時には消失する。驚愕後に生じる短期間の全身性筋硬直は、転倒を誘発する。
大部分の患者において、筋硬直は1歳までにおさまるが、聴覚および触覚性刺激に対する驚愕とそれに伴う痙攣、不随意ミオクローヌス、夜間ミオクローヌスは一生続く場合がある。その他、乳児期に屈側性緊張亢進と減動を生じる場合がある。
寒冷や疲労・精神的緊張により悪化する。また飲酒で軽快する傾向がある。

## 診断
過剰驚愕症には、異常な脳幹反射（特に僧帽筋の頭後屈反射亢進）が見られ、驚愕反射時に意識の消失は見られない。
深部腱反射の亢進を呈する。
安静時における脳波 (EEG) を測定すると、特徴的な亢進が現れることで知られる(long loop reflexing)。
統合失調症におけるプレパルス抑制と似た兆候が現れることが知られている。

### 鑑別
正常な驚愕反射、てんかん（反射性てんかん、驚愕てんかん）、発作性運動誘発性ジスキネジア、発作性運動失調、カタプレキシー（ナルコレプシー）、反射性ミオクローヌス、驚愕誘発性チック、文化依存症候群、機能的驚愕症候群（機能的反射性ミオクローヌス）、ならびに統合失調症との鑑別が必要である。

## 原因
原因となる染色体の異常がいくつか同定されている。
特に多いのが抑制性神経伝達に関与するグリシンの受容体や輸送体の遺伝子変異で、これはグリシン作動性抑制神経の低下をまねく。また、グアニンヌクレオチド交換因子の一種であるコリビスチン（英語: collybistin）に異常が見つかった例もある。受容体関連タンパク質であるゲフィリン（英語: gephyrin）の異常に関しても考察されたが、原因とするには至っていない。

### GLRA1
グリシン受容体α１サブユニットの遺伝子。第5染色体長腕（5q33-q35）に位置する。常染色体優性および劣性遺伝の症例がある。

### GLRB
グリシン受容体βサブユニットの遺伝子。第4染色体長腕（4q32）に位置する。常染色体劣性遺伝の症例がある。

### SLC6A5 (GLYT2)
グリシン輸送体2（GLYT2）の遺伝子。第11染色体短腕（11p15.1）に位置する。常染色体劣性遺伝の症例がある。

### ARHGEF9
GDP-GTP交換因子コリビスチンの遺伝子。グリシンおよびGABA受容体のクラスタリングに関与する。X染色体長腕（Xq11.1-q11.2）に位置する。進行性てんかん性脳症を併発した1例で遺伝子の異常が確認された。

## 治療
薬物治療として、クロナゼパムが有効である。クロナゼパム無効例には、バルプロ酸、5-ヒドロキシトリプトファン（5-HTP）、またはピラセタムが著効したという報告がある。